# Castello di Tilleghem
Il castello di Tilleghem (in francese château de Tilleghem) è un castello della provincia delle Fiandre Occidentali in Belgio, situato nel villaggio di Sint-Michiels, che fa parte della città di Bruges.

## Storia
Nel IX secolo, Baldovino Braccio di Ferro, I conte di Fiandra, probabilmente costruì presso questo sito una torre di legno fortificata.
In seguito la fortificazione appartenne alle famiglie Voormezele, Hubrecht, Aertrijcke, Pinnock e Baents en Poucke.
Nel 1573 il castello fu acquistato dal mercante spagnolo Matanca, che lo ristrutturò imponendo lo stesso stile del castello comitale di Malle (sono tuttora visibili le fondazioni e parti di questa fase edilizia del castello).
Nel 1664 la proprietà del castello passò alla famiglia Schietere e nel 1718, tramite matrimonio, alla famiglia Bailly.
Alla fine del XIX secolo, il castello di Tilleghem, allora di proprietà di M. de Penaranda de Franchimont, fu profondamente rimodellato in stile neogotico sotto la direzione degli architetti Jean-Baptiste Bethune e Auguste Van Assche, che però ne conservarono l'aspetto medievale.
Gli ultimi proprietari del castello furono i conti di Briey e i baroni Verhaegen, dopodiché, dal 1980, il castello e il meraviglioso parco divennero proprietà della Provincia delle Fiandre Occidentali.

## Situazione
Il castello è attualmente chiuso al pubblico, mentre è possibile visitare il parco.